# Parpan
Parpan est une localité de Churwalden et une ancienne commune suisse du canton des Grisons. Depuis le 1er janvier 2010, la commune de Parpan a été intégrée à la commune de Churwalden comme Malix. Son ancien numéro OFS est le 3913.

Photo aérienne prise à 1500 m par Walter Mittelholzer (1927).